# Flamengo de Ngagara
Flamengo de Ngagara is een Burundese voetbalclub uit de hoofdstad Bujumbura. Ze spelen in de Premier League, de
hoogste voetbaldivisie van Burundi.